# Portada/efemèride desembre 13
Butlleta del sí en la consulta popular sobre la independència de Catalunya
« 12 de desembre · 13 de desembre · 14 de desembre »